# Dipterocarpus lowii
Dipterocarpus lowii  (лат.) — вид тропических деревьев из рода Диптерокарпус семейства Диптерокарповые. 
Этот вид распространён во влажных тропических лесах Юго-восточной Азии: островах Калимантан и Суматра, а также Малаккском полуострове. Встречается до высоты 400 метров над уровнем моря. Высота дерева до 55 метров. Диаметр ствола до 200 см.
Из-за вырубки тропических лесов вид стал редким, в Красной книге МСОП.